# Leopoldo Simari
 Leopoldo Simari  fue un actor de cine y teatro que nació en Buenos Aires, Argentina en 1889 y falleció en la misma ciudad el 28 de noviembre de 1941 luego de haber trabajado en el teatro durante casi tres décadas durante las cuales interpretó obras de los géneros más variados. Entre sus trabajos en el teatro se destaca cuando dio vida, primero en el teatro y luego en el cine, al personaje principal de la obra El casamiento de Chichilo, ese inocente muchacho italiano cuyas tribulaciones agitadas e ingenuas previas a contraer matrimonio son el corazón de la historia.

## Carrera profesional
Era hermano mayor de Tomás con quien compartió el escenario durante muchas temporadas; desde niño fue aficionado al teatro y concurría a ver las representaciones del circo Anselmi los sábados por la noche. Su padre, un herrero italiano, se opuso inicialmente a su inclinación artística pero finalmente se resignó y le permitió que se iniciara en el arte teatral en un cuadro cinedramático. Alrededor de los 18 años conoció a José Franco por cuya mediación fue contratado por el circo Pons de Chascomús que hacía dramas nacionales, dramas criollos en los que Juan Moreira y Julián Jiménez eran los héroes populares. Estuvo seis meses y en 1908 debutó en Necochea con la compañía que dirigían Arturo Mario y Alberto Ballerini haciendo un italiano en Los políticos, de Nemesio Trejo. Luego de cumplir el servicio militar obligatorio ingresó en 1910 a la compañía Cuchi-Mancini  y al año siguiente actuó con la compañía Podestá-Vittone en El pan amargo de Carlos Mauricio Pacheco en el Teatro Nacional de Buenos Aires.Allí compartió el escenario con grandes actores como Jerónimo Podestá, Segundo Pomar, Alberto Ballerini, Salvador Rosich, Blanca Podestá, Olinda Bozán, Orfilia Rico, José Gómez y Florencio Parravicini. También hizo algunos trabajos en la sala Verdi del barrio de La Boca, en el Centro Patria de la calle Entre Ríos y participó en versiones de Juan Moreira y Julián Giménez encarnando al italiano Cocoliche, con su particular forma de hablar.
Durante 1912 y 1913 trabajó en la compañía de Blanca Podestá, al año siguiente en la Enrique Arellano y en 1915 lo hizo en el Teatro Argentino como segundo actor de Parravicini. Al año siguiente se desempeñó en la Compañía de Sainetes y Revistas Muiño-Alippi, en la encabezada por Ángela Tesada y Enrique Arellano y en la Compañía Ciudad de Buenos Aires dirigida por Telémaco Contestábile en el Teatro Nacional. 
Más adelante se incorporó a la compañía Angelina Pagano-Francisco Ducasse donde se encontraban Camila Quiroga y Francisco Bastardi, realizó una gira por el interior de la Argentina y actuó luego en los teatros Liceo y Nuevo junto a Pagano y Pablo Podestá. Posteriormente formósu propia compañía con su hermano Tomás, especializándose en montar piezas de vodevile como la que pusiera en escena en 1927 con la Compañía Nacional de Comedias, Sainetes y Ponchades, titulada Voy derecho a Cardenal. Con la Compañía Cómica Leopoldo Simari-Tomás Simari en 1938 montó Mi marido tiene un hijo y al año siguiente Aquí está Julián Rosales. En 1944 dirigió la compañía que encabezaba junto a Pepita Muñoz en la que trabajó, entre otras, la actriz Malvina Pastorino.

## Valoración
La nota necrológica publicada el 27-11-1941 en La Nación, citada por  Jorge Nielsen expresaba:

“Desde el sainete al drama o la comedia nacional, pasando por la revista criolla que él animó con eficacia en los escenarios del Maipo o y del Porteño, Leopoldo Simari abarcó todos los géneros del teatro nacional, y de su labor de casi tres décadas quedan algunas caracterizaciones de merecida consagración. Entre ellas cabe destacar su creación del personaje protagonista de El casamiento de Chichilo, pieza popularísima, en la que el actor animó con detalles precisos un inocente muchacho italiano que pasa por agitadas y cómicas circunstancias el día de su matrimonio”.

## Filmografía
Actor
- El casamiento de Chichilo    (1938)
- Papá Chirola    (1937)
- Tararira (la bohemia de hoy)    (1936)